# Награда „Рачанска повеља”
Награда „Рачанска повеља" додељује Фондација „Рачанска баштина” почев од 1995. године за доприносе изучавању српске књижевности. Награда се додељује у порти манастира Рача, у оквиру Духовне манифестације „Дани Раче украј Дрине”.
Награду је за 2007. годину добио Др. Ђорђе Трифуновић, професор Београдског универзитета, за целокупни опус, посвећен изучавању српске средњовековне књижевности и српсковизантијских веза, а посебно за приређивање капиталног дела српске културе „Типик архиепископа Никодима“.
Досадашњи добитници награде су:
- 1995 - Милосав Тешић
- 1996 - Иван В. Лалић
- 1997 - Милорад Павић
- 1998 - Горан Петровић
- 1999 - Љубомир Симовић
- 2000 - Добрило Ненадић
- 2001 - Радован Бели Марковић
- 2002 - Динко Давидов
- 2003 - Миодраг Павловић
- 2004 - Светислав Божић
- 2005 - Владета Јеротић
- 2006 - Мирослав Јосић Вишњић
- 2007 - Ђорђе Трифуновић
- 2008 - Петар Милошевић
- 2009 - Владимир Дуњић
- 2010 - Петер Хандке[1]
- 2011 - Емир Кустурица[2]
- 2012 - није додељена
- 2013 - Драгослав Михаиловић[3]
- 2014 - Радован Поповић
- 2015 - није додељена
- 2016 - Матија Бећковић[4]